# Luigi Pavese

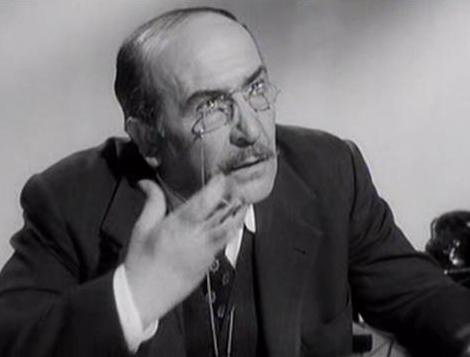
Luigi Pavese

Luigi Pavese (* 25. Oktober 1897 in Asti; † 13. Dezember 1969 in Rom) war ein italienischer Schauspieler und Synchronsprecher.

## Leben
Pavese, älterer Bruder des Schauspielers Nino, gab sein Schauspieldebüt im Alter von 24 Jahren in der Theatertruppe um Gianna Pederzini, von wo aus er als jugendlicher Held in die Ensembles von Gualtiero Tumiati, Ernesto Sabbatini/Prospero Fontana wechselte und später auch mit Luigi Pirandello, Antonio Gandusio und der Gruppierung um Elsa Merlini, Sergio Tofano und Luigi Cimara arbeitete. 1937 trat er, wieder neben Cimara, mit Paola Borboni auf. Während des Zweiten Weltkrieges war er auch in einigen musikalischen Revuen zu sehen. Am 24. März 1944, einen Tag nach dem Attentat in der Via Rasella, stand Pavese im Stück „Sai che ti dico?“ auf der Bühne und informierte das Publikum über das darauffolgende Massaker in den Ardeatinischen Höhlen, wobei es ihm gelang, das Publikum ohne Panik aus dem Teatro Quattro Fontane zu lotsen. Nach dem Krieg stand er einige Male neben Renato Rascel in Musikkomödien auf der Bühne, konzentrierte sich aber mehr und mehr auf Kino- und Fernseharbeiten.
Für das Kino war Pavese seit der Stummfilmzeit tätig; schon 1916 spielte er in zwei Werken von Roberto Roberti. Jedoch war Pavese erst ab 1935 regelmäßig, dann aber auch ohne große Pausen, für das Kino tätig; meist spielte er Charakterrollen und war als Militär, Anwalt, Arzt, Adliger, eifersüchtiger Ehemann oder zu Reichtum gekommener Kleinbürger in vielen bemerkenswerten komödiantischen Filmen neben Totò, Carlo Dapporto, Aldo Fabrizi, Walter Chiari, Renato Rascel und Alberto Sordi zu sehen. Aber auch in ernsthaften Stoffen wie Antonio Meucci oder Abenteuerstoffen wie den Sandokan-Verfilmungen der 1940er Jahre konnte er seine vielseitige Professionalität zeigen. Seine Filmografie umfasst mehr als 170 Titel.
Neben intensiver Fernsehtätigkeit, die um 1955 begann und bis zu seinem Tode viele wohlwollend aufgenommene Inszenierungen umfasste, war Pavese auch ein gefragter Synchronsprecher für meist kantige Darsteller wie Anthony Quinn, Fredric March oder Akim Tamiroff.

## Filmografie (Auswahl)
- 1935: Freccia d'oro
- 1945: Die Nöte des Signor Travet (Le miserie del signor Travet)
- 1947: Die Abenteuer des Pinocchio (Le avventure di Pinocchio)
- 1949: Totò le Mokò
- 1950: Duell in den Bergen (Barriera a Settentrione)
- 1951: Io sono il Capataz
- 1951: Keine Liebe, aber… aber… (Amor non ho… però… però…)
- 1952: Zorro, der Held (Il sogno di Zorro)
- 1952: Das öffentliche Ärgernis oder die Justiz in Nöten (La presidentessa)
- 1953: Frine, Sklavin der Liebe (Frine, cortigiana d’Oriente)
- 1954: Husarenstreiche (L'allegro squadrone)
- 1958: Heimweh, Stacheldraht und gute Kameraden (Gli Italiani sono matti)
- 1958: Mia nonna poliziotto
- 1959: Tschau, tschau, Bambina (Ciao, ciao, Bambina)
- 1960: Der Meistergauner (Il mattatore)
- 1960: Totò, Fabrizi und die Jugend von heute (Totò, Fabrizi e i giovani d'oggi)
- 1962: Mein Freund Benito (Il mio amico Benito)
- 1963: Ein seltsamer Typ (Un strano tipo)
- 1966: Irren ist tödlich (Per qualche dollaro in meno)
- 1966: Wir – die Trottel vom 12. Revier (Due mafiosi contro Al Capone)
- 1968: Django – den Colt an der Kehle (Chiedi perdono a Dio… non a me)